# Vành khuyên họng vàng
Vành khuyên họng vàng (danh pháp hai phần: Zosterops palpebrosus) là một loài chim thuộc Họ Vành khuyên. Loài chim này sinh đẻ ở rừng ở châu Á nhiệt đới, phía đông từ tiểu lục địa Ấn Độ đến Đông Nam Á, đến Indonesia và Malaysia. Chúng sinh sống thành từng nhóm nhỏ, ăn mật hoa và côn trùng.

## Gallery

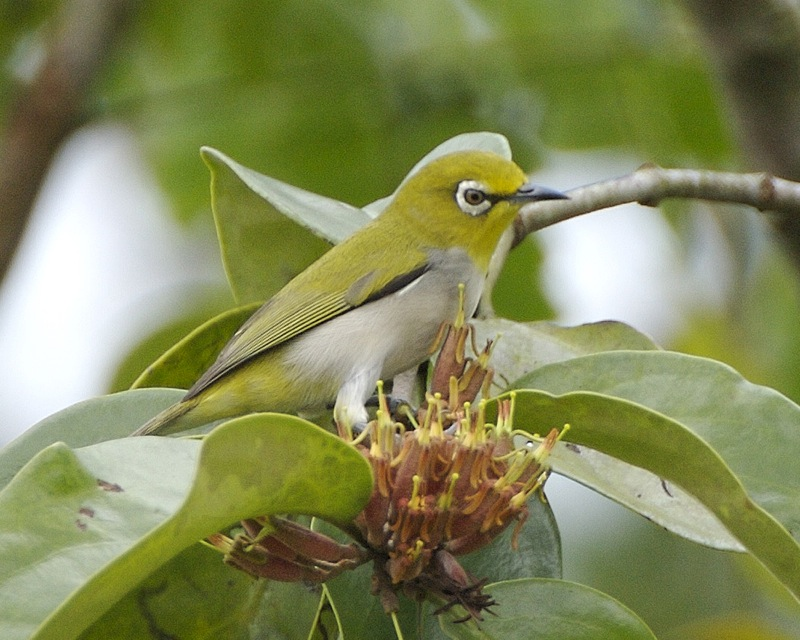
Z. p. williamsoni, Singapore
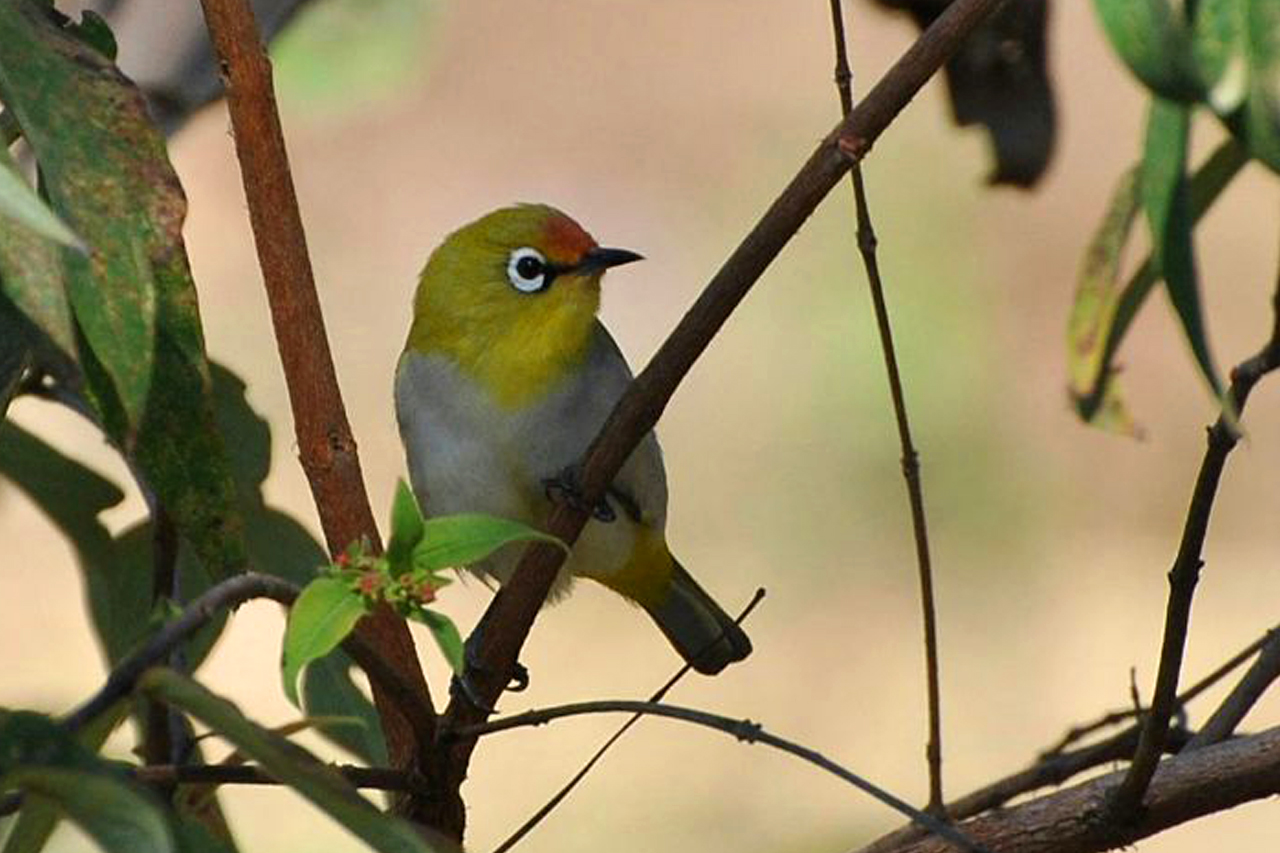
This bird in Maharashtra has an orange forehead due to pollen staining
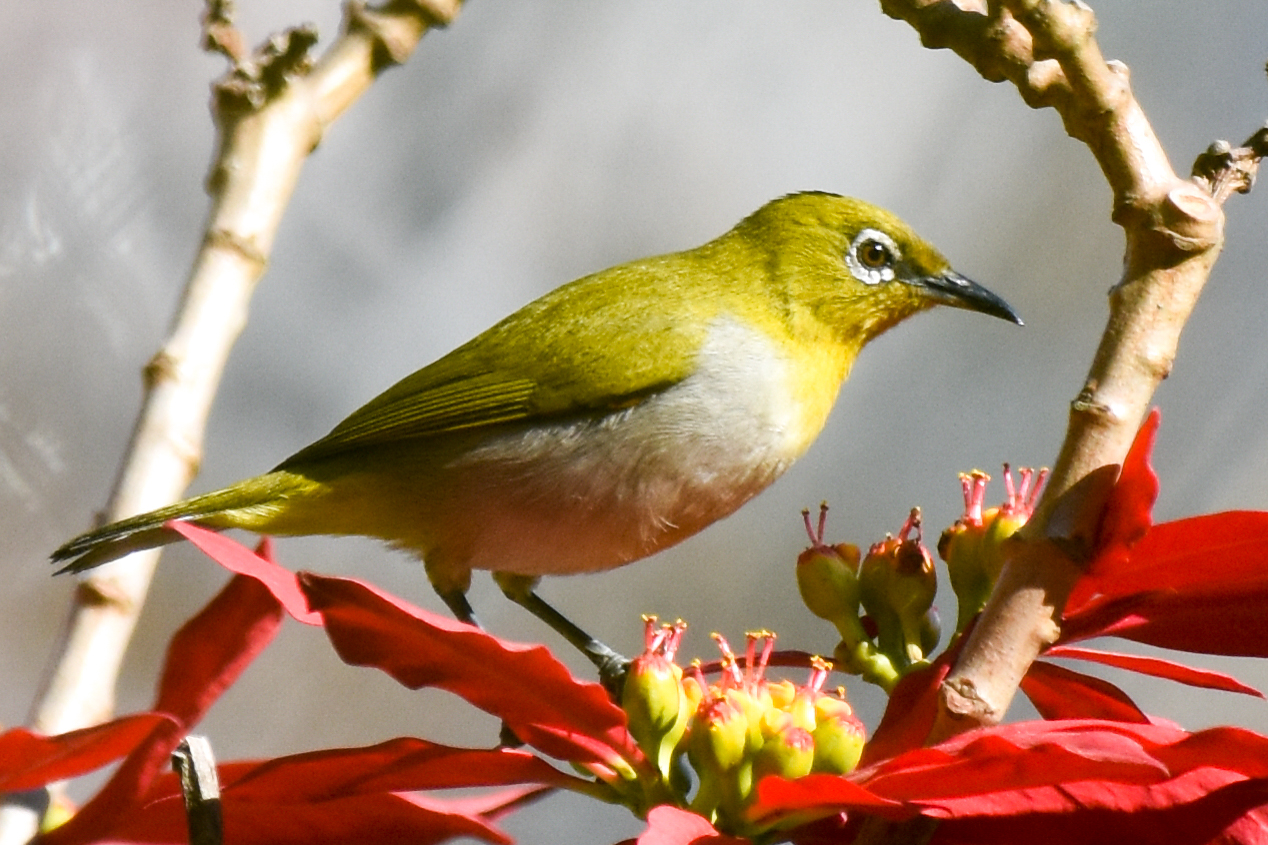
In Ooty (alt. 2,300m), The Nilgiris District, India
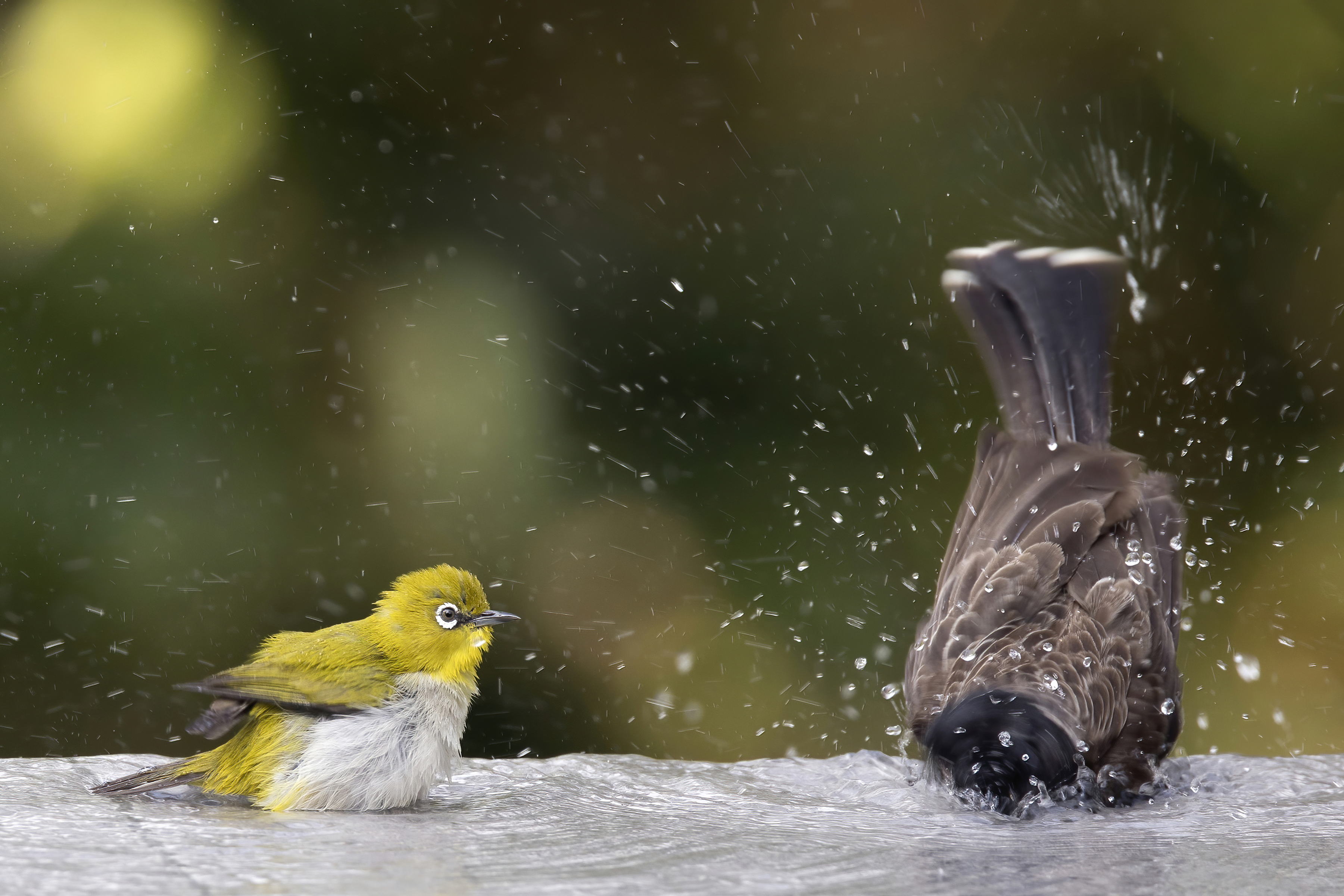
Bathing alongside red-vented bulbul in Sri Lanka
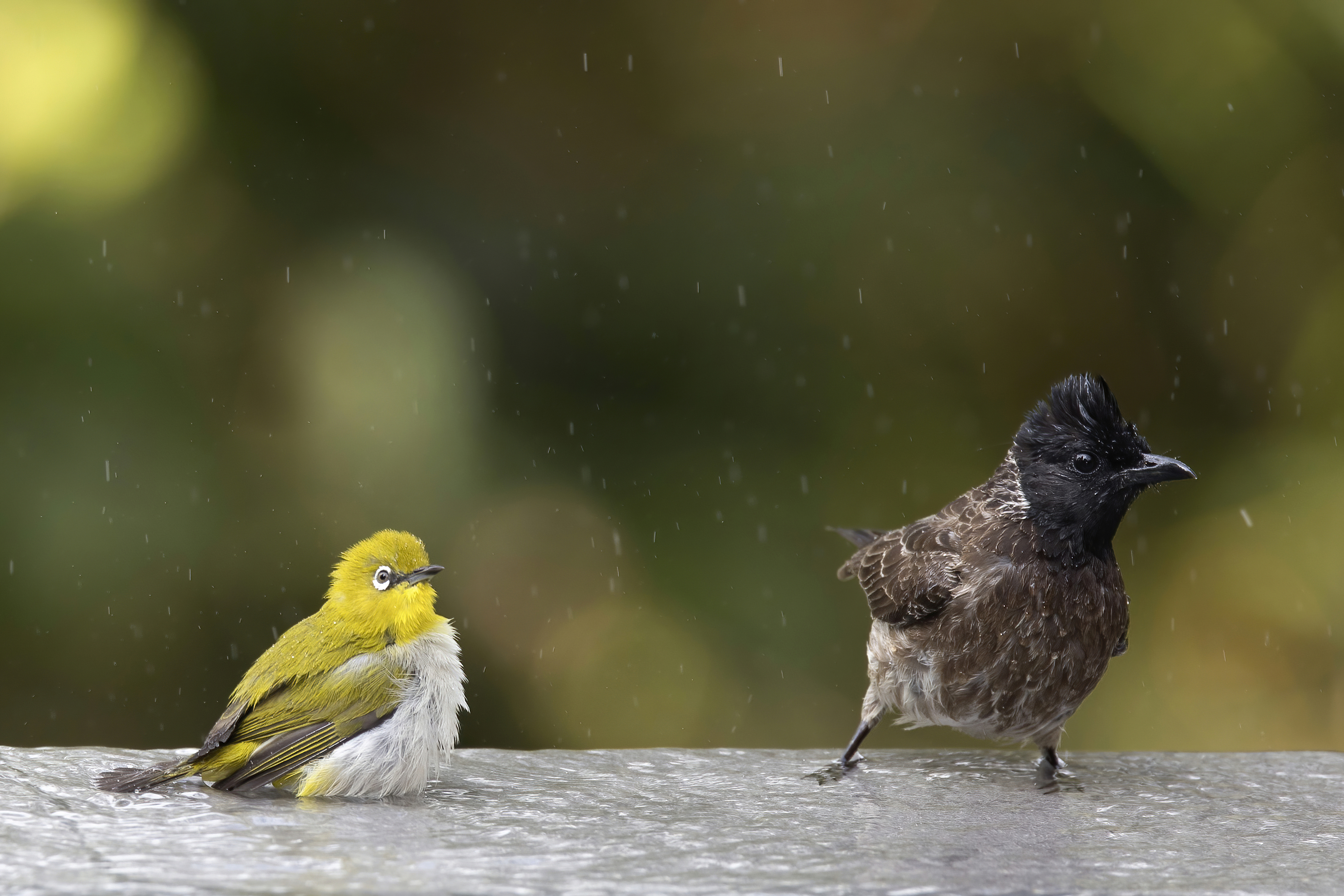
Indian white-eye and red-vented bulbul bathing near Galle, Sri Lanka